# Familia Cosmovici
Familia Cosmovici, cu rădăcini în satul Sasca din județul Suceava, este o familie de intelectuali moldoveni, care a dat mai multe personalități știintifice sau ale culturii din România.

## Membri
- Costache (Emilian) Cosmovici, compozitor de muzică psaltică și lucrări corale
  - Ioan Cosmovici (?-1878), preot, căsătorit cu Zenovia Vogoride (?-1878)
    - Leon C. Cosmovici (1857-1921), zoolog și fiziolog român, membru corespondent al Academiei Române
      - Matilda Cosmovici (1887-1916), pianistă, fiica lui Leon Cosmovici din prima sa căsătorie cu Adèle Blancfort, căsătorită cu compozitorul Alexandru Zirra
      - Jean L. Cosmovici (1888-1952), pictor român
      - Nicolae L. Cosmovici (1889-1965), biolog, profesor la Universitatea „Al. I. Cuza” din Iași
        - Paul Mircea Cosmovici (1921-2006), jurist român, membru titular al Academiei Române

      - Alexandru L. Cosmovici (1901-1995), muzicolog
        - Andrei Cosmovici (1927-2013), profesor de psihologie la Universitatea „Al. I. Cuza” din Iași

    - Maria Cosmovici (1839-1909), mama compozitorului George Enescu

- - Constantin Cosmovici (?-1878), căsătorit cu Eufrosina (?-1878) 
    - George Cosmovici (1859-1927), compozitor
    - Vasile Cosmovici (c.1864-1909), scriitor și pictor

  - Gheorghe Cosmovici